# Sabrejo
Sabrejo (oficialmente Santa María de Sabrexo) es una parroquia española del municipio de Villa de Cruces, perteneciente a la provincia de Pontevedra, en la comunidad autónoma de Galicia.

## Historia
Hacia mediados del siglo XIX, el lugar, ya por entonces perteneciente a Carbia, tenía contabilizada una población de doscientos habitantes. Aparece descrito en el decimotercer volumen del Diccionario geográfico-estadístico-histórico de España y sus posesiones de Ultramar de Pascual Madoz con las siguientes palabras:

SABREJO (Sta. Maria): felig. en la prov. de Pontevedra (9 leg.), part. jud. de Lalin (3), dióc. de Santiago (4), ayunt. de Carbia: sit. á la der. del r. Deza en una cañada; el clima es sano. Tiene unas 38 casas en las ald. de Cortizada, Fonte-Arcada, Orza, Sabrejo y Souto. La igl. parr. (Sta. Maria), de la que es aneja la de San Pedro de Cumeiro, se halla servida por un cura de primer ascenso y patronato real y ecl.; hay tambien una ermita, dedicada á Ntra. Sra. de la Piedad. Confina con la parr. de Carbia por NO.; con la de Besejos al E., y con la de Merza al O. El terreno es de buena calidad. prod.: trigo, maiz, centeno, castañas, patatas, legumbres, vino, esquisitas frutas, maderas y pastos; hay ganado vacuno, y caza de perdices, liebres y conejos. pobl.: 46 vec., 200 alm. contr.: con su ayuntamiento (V.).
(Madoz, 1849, p. 605)

En 2022, tenía empadronados 211 habitantes.